# Continue? (мініальбом)
Continue? — дебютний мініальбом південнокорейського бой-бенду Lun8. Він був випущений 15 червня 2023 року Fantagio та розповсюджений Kakao Entertainment. Мініальбом складається з п'яти пісень, в тому числі два сингла «Voyager» і «Wild Heart».

## Передумови і випуск
12 червня 2023 року вийшло попурі з пісень альбому. 13 червня було опубліковано відео-тизер, на якому показано, як гурт готується до дрег-рейсу.
Мініальбом було випущено через кілька музичних порталів, включаючи Melon у Південній Кореї та Spotify у всьому світі.

## Просування

### Сингли
15 червня «Voyager» і «Wild Heart» були випущені як подвійні заголовні синглі разом з мініальбомом. 13 червня вийшов перший тизер кліпу «Wild Heart». 14 червня вийшов другий і останній тизер кліпу. Повне музичне відео було випущено 15 червня на офіційному каналі компанії на YouTube.

## Трек-лист
| Список композицій Continue? | Список композицій Continue? | Список композицій Continue? |
| #                           | Назва                       | Тривалість                  |
| --------------------------- | --------------------------- | --------------------------- |
| 1.                          | «Voyager»                   | 3:01                        |
| 2.                          | «Wild Heart»                | 2:59                        |
| 3.                          | «XX»                        | 2:49                        |
| 4.                          | «We Like It»                | 3:29                        |
| 5.                          | «Live in the Moment»        | 3:03                        |
| 15:23                       |                             |                             |

## Чарти
| Чарт (2023)                  | Найвища позиція |
| ---------------------------- | --------------- |
| South Korean Albums (Circle) | 5               |